# Gemeentehuis van Lansingerland

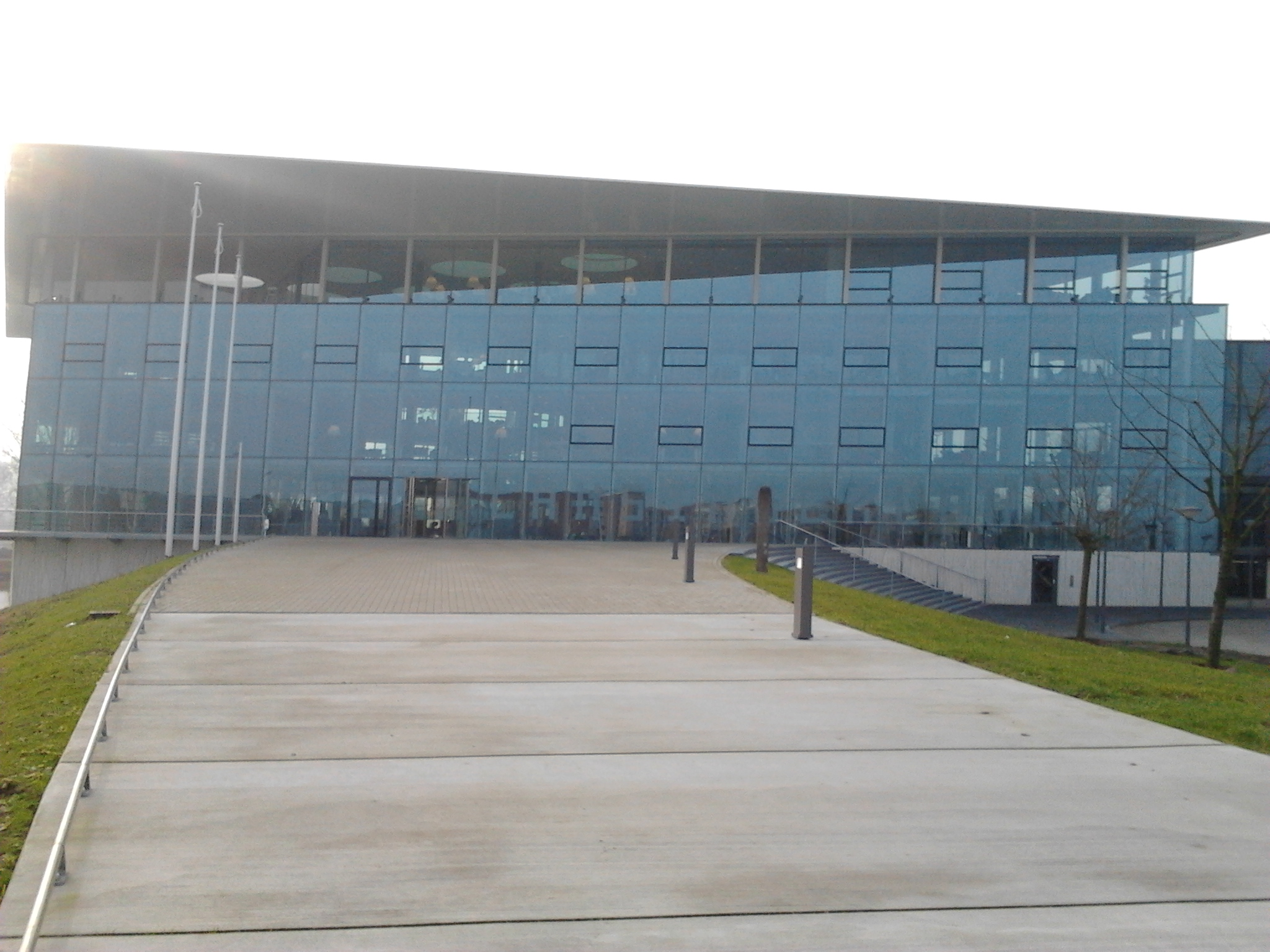
Exterieur nieuwe gemeentehuis

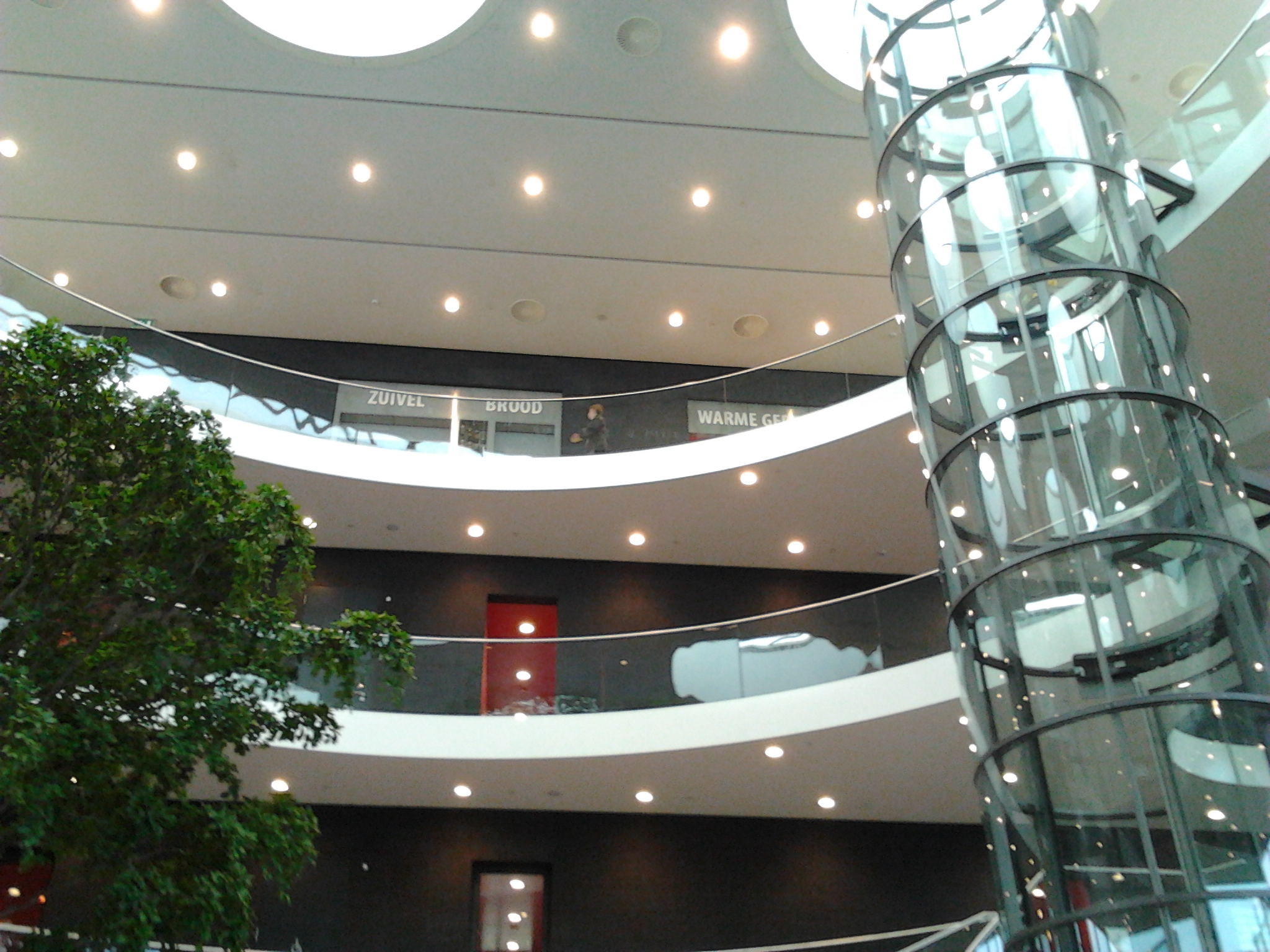
Interieur nieuwe gemeentehuis

Het gemeentehuis van Lansingerland is het gemeentehuis van de in de Nederlandse provincie Zuid-Holland gelegen gemeente Lansingerland. De gemeente werd in 2007 samengesteld uit de drie voormalige gemeenten Berkel en Rodenrijs, Bergschenhoek en Bleiswijk. Medewerkers en bestuur van Lansingerland werden na de samenvoeging van de drie voormalige gemeenten gehuisvest in vijf verschillende gebouwen in de drie kernen.

## Nieuw gemeentehuis
In juli 2007 stelde de gemeenteraad de eisen vast waaraan architecten moesten voldoen en koos uit 35 inzendingen vijf gerenommeerde architecten die een ontwerp-voorstel maakten:
- Claus en Kaan
- Herman Hertzberger Architecten
- Hans van Heeswijk Architecten
- Kraaijvanger Urbis
- Rudy Uytenhaak

In december 2007 werd het ontwerp van Hans van Heeswijk Architecten geselecteerd. In november 2009 werd de   aanbesteding vastgesteld.
Op 27 augustus 2012 werd een nieuw gemeentehuis te Bergschenhoek in gebruik genomen. Hiermee werden de voormalige gemeentehuis locaties overbodig. Het bouwwerk aan de Boterdorpseweg / Tobias Asserlaan is een ontwerp van Hans van Heeswijk architecten. Het complex omvat naast huisvesting van de gemeente een kantoorgebouw.

## Voormalige locaties

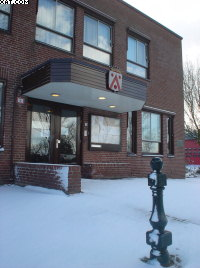
Voormalig gemeentehuis Bergschenhoek
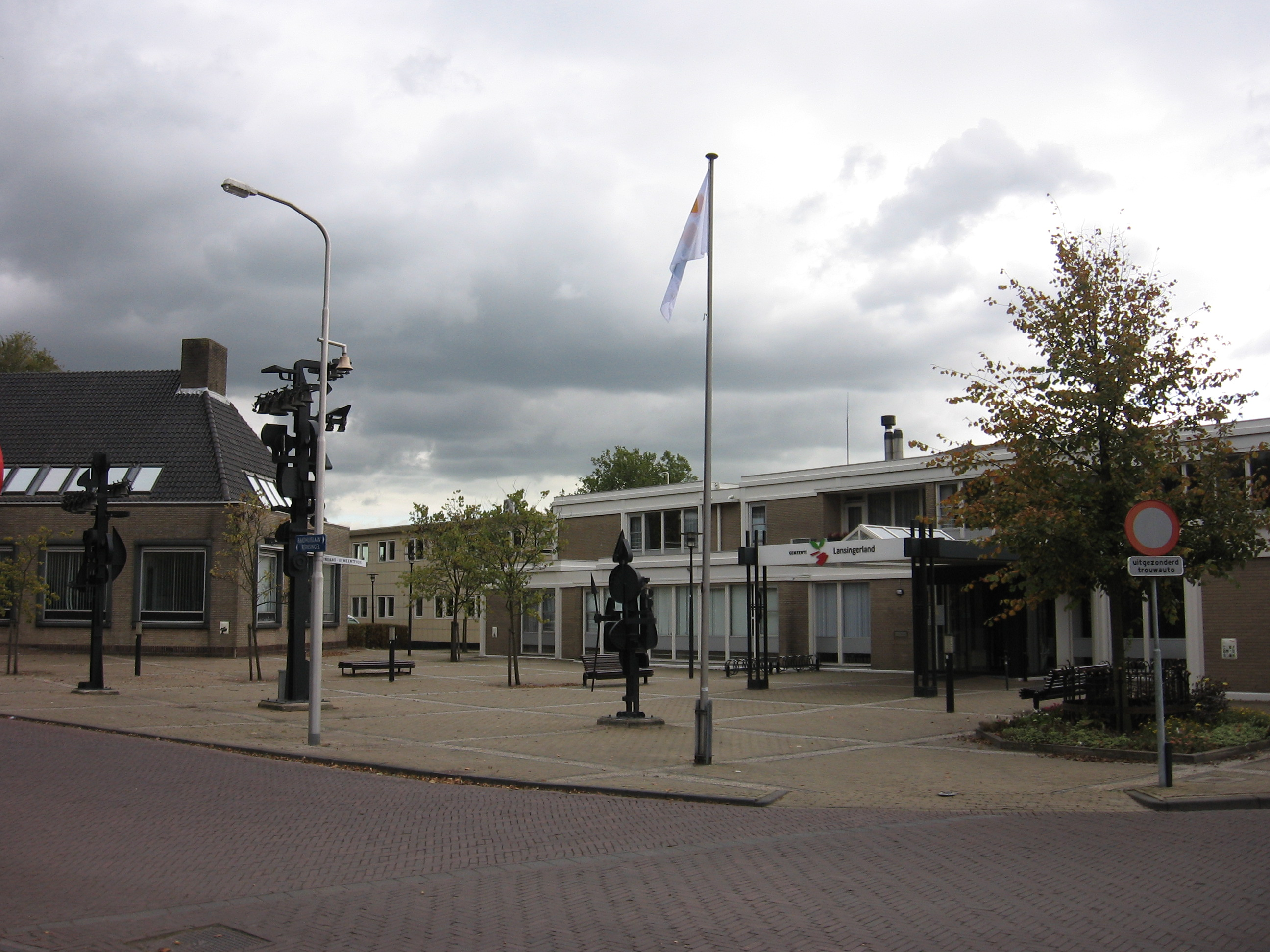
Voormalig gemeentehuis Berkel en Rodenrijs
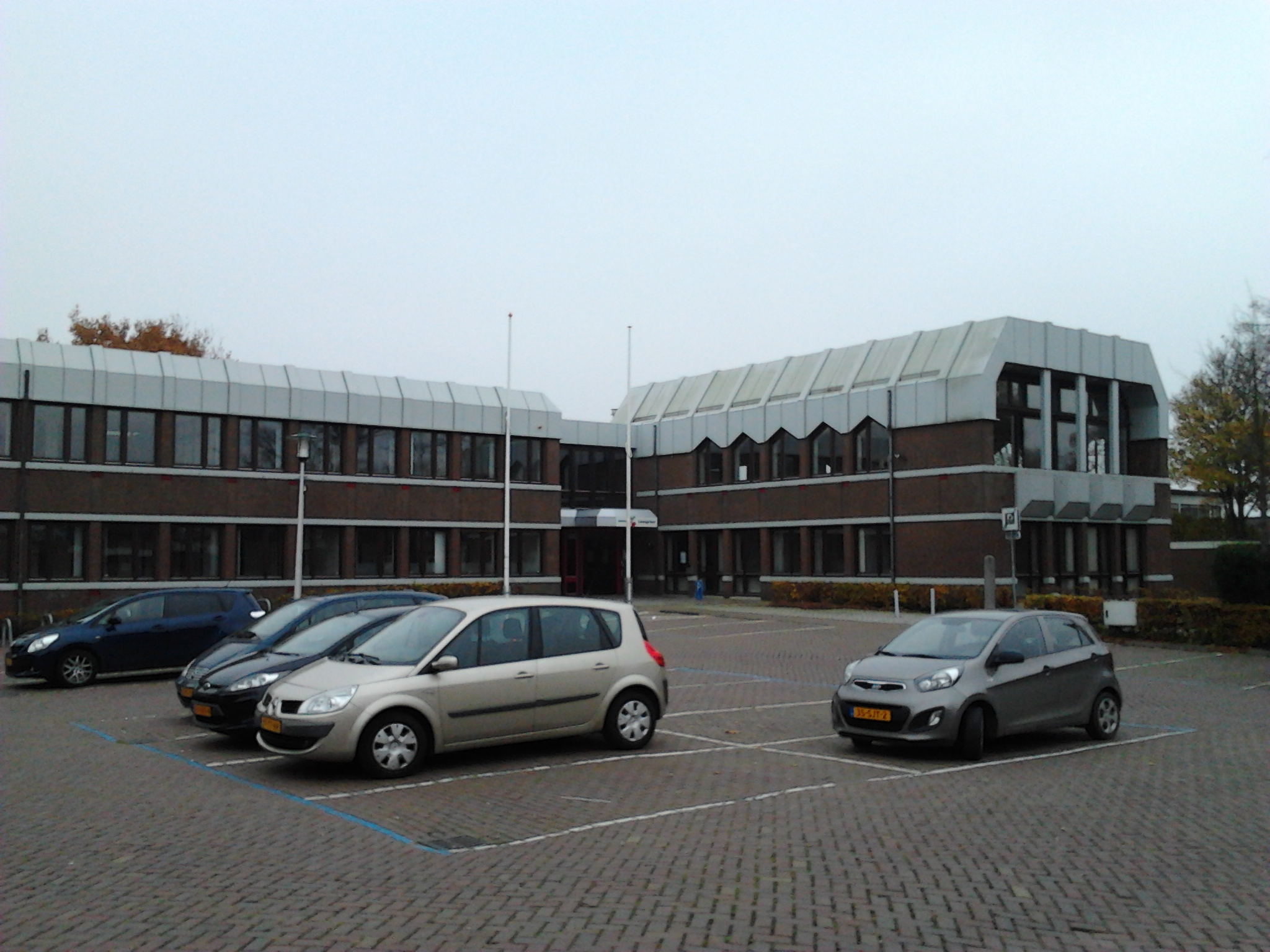
Voormalig gemeentehuis Bleiswijk